# Партія Ліванських сил
Ліванські сили (араб. القوات اللبنانية‎) — ліванська права християнська політична партія. Утворена в 1991 на базі військово-політичного угрупування Ліванські сили (ЛС), які в свою чергу були створені в 1976 в результаті об'єднання різних християнських ополчень, що боролись проти палестинських загонів.
З серпня 1976 вони стали офіційно незалежними від старих християнських лідерів, яких молоді бійці вважали занадто помірними. Башир Жмаєль який очолював ЛС зумів розгромити загони своїх християнських супротивників — «Марада» під командуванням Тоні Франж'є (1978) і «Тигрів», що очолювалися Камілем Шамуном (1980).
На початку 1980-х ЛС повністю контролювали Східний Бейрут і Ліванські гори, вели боротьбу з сирійською армією і вели співпрацю з Ізраїлем. Після вбивства Б. Жмайєля в 1982 угрупування очолив Е. Хобейка, проте вже в 1986 він був зміщений за угоду з Сирією і в 1987 відколовся від ЛС разом з своїми прихильниками. Організацію очолив Самір Жажа. У вересні 1991 він перетворив її в Партію Ліванських сил, яка різко критикувала сирійський вплив і присутність сирійських військ в країні, виступала в опозиції проти нової влади, встановленої відповідно до Таїфських угод. Вона призвала до бойкоту парламентських виборів 1992. Було почате роззброєння ЛС. У березні 1994 уряд Лівану офіційно заборонив ПЛС, а її лідер С. Жажа був арештований і звинувачений у вбивстві політичних супротивників. Партія була заборонена просирійським урядом до Кедрової революції на початку 2005 року.
Станом на 2020 рік партія має 15 з 128 місць у парламенті.